# Kamen Rider Kabuto
Kamen Rider Kabuto (яп. 仮面ライダーカブト Камэн Райда: Кабуто, Наездник в Маске Кабуто) — японский телевизионный сериал в жанре токусацу. Это шестнадцатый сезон популярного в Японии сериала Kamen Rider. Это результат сотрудничества между Ishimori Productions и Toei. Сериал демонстрировался на канале TV Asahi. Первая серия была показана 29 января 2006 года, а последняя, сорок девятая — 21 января 2007 года. Сериал представляет собой 35-й юбилей сериала Kamen Rider, как написано в заметке перед началом первой серии по-японски, «35-й юбилей сериала Kamen Rider.» Kamen Rider Kabuto — первый сезон Наездника в Маске, показанный в HD-формате.
Главные фразы сериала — "Идя по небесному пути, я управляю всем!" (яп. 天の道を往き、総てを司る! Тэн но мити о ики, субэтэ о цукасадору!), а также "Я - Справедливость." (яп. 俺が正義 Орэ га Сейдзи).

## Общий сюжет
История разворачивается вокруг человека по имени Содзи Тэндо. Он тренировался семь лет, ожидая Кабуто Зектера, чтобы он мог сделать его настоящим Камэн Райдером Кабуто. Причина этого — монстры из космоса, Черви, умеющие копировать внешность, память и привычки людей. С ними борется организация ЗЕКТ, имеющая свои системы Райдеров. Нажив много врагов и встречаясь в то же время с другими Райдерами, непонятым образом попавшими в ЗЕКТ, Тэндо решает выполнить свою цель любой ценой: уничтожить всех Червей. Он встречает Арату Кагами, молодого агента ЗЕКТа, который позднее становится Камэн Райдером Гаттаком. Они работают вместе, чтобы защитить планету от Червей. Тэндо пытается быть другом для Кагами и помочь ему стать менее наивным.

## Райдеры
Ниже перечислены все Райдеры сезона, они даны в порядке появления.

### Камэн Райдер Кабуто
Содзи Тэндо — твёрдый и немного безразличный молодой человек, заранее знавший свою судьбу и изо всех сил к ней готовившийся. Для людей, которые с ним мало знакомы, он равнодушный и бесчувственный хлыщ. Но Тэндо лишь носит такую маску, чтобы скрыть свою боязнь за людей. Единственный человек, при котором он не носит эту маску — это его младшая сестрёнка, Дзюка Тэндо, которую Тэндо опекает по-отечески, поскольку их остальные родственники погибли в метеоритном дожде. Тэндо отличный повар и искренне считает, что он лучше профессионального повара (причём это очень похоже на правду), также он всегда прибывает на бой к месту, словно заранее знает все события сезона. Как Райдер, он изначально считался вне закона, поскольку не был агентом ЗЕКТа, но затем устроился в него и перестал считаться преступником.
- Форма в маске (Бронированная) Кабуто несколько стесняет его в движениях, сражается он в ней бластером, внизу рукоятки которого есть лезвие топора, которым Тэндо также пользуется.
- Райдер Форма (Форма Наездника) основана на жуке-носороге и вызывается посредством поворота «рога» Кабуто Зектера в противоположную сторону. Она вооружена кинжалом, а также способностью, которая имеется и у остальных Райдеров — Клок Ап, ускоряющий Райдера до такой скорости, что вокруг него застывает время. Он — единственный Райдер, который обладает двумя кнопками для Клок Апа. Финальной атакой является знаменитый Райдер Кик (Тэндо заряжает ногу током и бьёт противника со спины).
- Гипер Форма вызывается с помощью Гипер Зектера, прикрепляемого к левой кнопке Клок Апа. Гипер Форма невероятно усиливает Тэндо, почти полностью изменив его костюм, а вместо Клок Апа используется Гипер Клок Ап, ускоряющий до такой степени, что обычный Клок Ап тоже кажется застывшим.
- У Гипер Формы есть дополнительная разновидность, которая не имеет названия. Кабуто автоматически переходит в неё при активации Гипер Клок Апа или при использовании финальной атаки с помощью Превосходного Зектера, называющейся Максимальный Гипер Циклон.

### Камэн Райдер Зэби
Этот Райдер не был определённым человеком, в его роли было несколько людей. Первым был Со Ягурума, всегда следовавший правилам агента. Он пытался убить незаконного тогда Тэндо, но его Зектер резко слез с браслета и покинул его. Тогда его взял Кагами, чтобы защитить солдат Шедоус, за этот подвиг его повысили до капитана. Но Кагами вскоре отказался от этого костюма из-за своего уважения к Тэндо. Новым Би стал солдат ЗЕКТа Сюн Кагэяма, считавший Ягуруму своим злейшим врагом. Кагэяма испытывал к Тэндо огромное уважение и всегда помогал ему. Впоследствии Кагэяма стал Камэн Райдером Панч Хоппером. Но в 43-м эпизоде он ещё раз превратился в Пчелу, после чего этот «свободно ходящий по рукам» Райдер навсегда исчез. Камэн Райдер Би превращается браслетом, лёгкая форма вызывается поворотом крыльев Зектера, а затем и его самого в обратную сторону, она называется Форма Осы. Финальная атака называется Райдер Стинг и представляет собой классический Райдер Панч.

### Камэн Райдер Дрейк
Да́йсукэ Кадзама — молодой и знаменитый визажист, ставший Райдером при неизвестных обстоятельствах. Он не имел цели спасти планету, он просто использует силу Райдера, чтобы защищать себя и женщин, а ещё маленькую девочку Гон, к которой Дайсукэ относится как к младшей сестрёнке. Дайсукэ никогда не работал в ЗЕКТе, он просто хочет помочь Гон найти родителей (девочка потеряла память). Дайсукэ при знакомстве с Тэндо сразу поладил с ним, и они стали действовать вместе. Поскольку Дайсукэ не работал в ЗЕКТе, он, как и Тэндо, считался вне закона, поэтому часто отбивался от солдат ЗЕКТа. Костюм Дрейка основан на стрекозе, его преобразователем является пистолет (Дрейк Зектер цепляется на него как дуло, вне боя бластер выглядит, как рукоятка). Его финальная атака называется Райдер Шутинг.

### Камэн Райдер Сасворд
Цуруги Камисиро — молодой аристократ. За уничтожение Червей он получает плату как наёмник, но основным мотивом для него является месть. Когда-то его сестра была убита одним из них, и Цуруги поклялся уничтожить всех Червей и отомстить за сестру. Так Цуруги стал Камэн Райдером Сасвордом. Он не сразу поладил с Тэндо, считая того чересчур любопытным и везде сующим свой нос, но скоро они подружились. Скоро оказалось, что Цуруги сам был тем Червём, убившим свою сестру: сразу после неё он расправился и с настоящим Цуруги, но перед этим стал его копией. Чувство скорби в сочетании с жаждой мести, впитанные вместе с воспоминаниями, оказались слишком сильными, и несчастный Червь забыл свою истинную личность, став считать себя настоящим Цуруги. Однако со временем его сущность Червя начала давать о себе знать, и Цуруги стал периодически непроизвольно превращаться в свою форму монстра и нападать на людей, при этом не сохраняя это в памяти. Первым из всех героев об этом узнал Кагами, который поначалу имел сильный соблазн раскрыть коллеге правду. В итоге Ууруги всё узнал и добровольно сдался на съедение Тэндо.
Костюм Сасворда основан на скорпионе, его преобразователем является меч (Зектер крепится на эфес). Лёгкая форма называется Форма Скорпиона, вызывается опусканием жала Зектера к голове. Финальная атака называется Райдер Слэш.

### Камэн Райдер Гаттак
Арата Кагами был молодым агентом ЗЕКТа и случайно встретил Тэндо, к которому питал ненависть. Кагами когда-то потерял своего младшего брата Рю (его убил Червь) и поклялся стать Камэн Райдером, чтобы уничтожить их всех. Но потом Кагами проникся к Тэндо таким уважением, что стал считать его другом. Но Тэндо презирал его за наивность и поэтому сказал, что не собирался с ним дружить. В 21-й серии Кагами вручили пояс Камэн Райдера Гаттака, и он снова начал действовать как Райдер. В качестве Гаттака Кагами часто сражался в партнёрстве с Тэндо. Костюм Гаттака основан на жуке-олене в обеих формах почти идентичен Кабуто и отличается шлемом, наплечниками(в обычной форме на них ракетницы, а в лёгкой — мечи) и расположением цветов. У Кагами, в отличие от других Райдеров с тремя формами, сразу две финальные атаки — Райдер Кик (прыжок и удар ногой с разворота) и Райдер Катинг (сложение мечей вместе как ножниц и разрезание противника пополам).

### Камэн Райдеры Хопперы
- Со Ягурума был первым Камэн Райдером Пчелой и долго отсутствовал после 10-й серии. Но в 33-й серии он вернулся, совершенно перестав быть таким, каким его знали. За это время он нашёл себе нового Зектера и стал Камэн Райдером Кик Хоппером. Он после того, как его выкинули из ЗЕКТа, долго блуждал и познал ад. Теперь он хотел привлечь к нему Кагэяму. Тот считал Ягуруму своим злейшим врагом и попытался убить его, но в тяжелой битве с Червями Кагэяма был ранен, и Ягурума выходил его, после чего они стали постоянными напарниками и практически братьями. С Тэндо у Ягурумы были неровные отношения.
- Сюн Кагэяма был третьим Пчелой и поклонялся Ягуруме. Но когда тот вернулся как Кик Хоппер, Кагэяма возненавидел его и стал считать его своим злейшим врагом. Он пытался убить его и даже несколько раз почти это сделал, но в одну из битв вмешались Черви, и сильно раненый Кагэяма был спасён Ягурумой. Так Кагэяма стал партнёром и даже младшим братом для Ягурумы и Камэн Райдером Панч Хоппером.

Оба Хоппера основаны на кузнечике, превращаются они поясами, но не такой конструкции, как у Тэндо и Кагами. Внешне они одинаковые, но Панч Хоппер почти весь серый, а Кик Хоппер — зелёный с красными глазами. Оба всегда находятся в лёгкой форме. Как понятно из имён, у Ягурумы финальной атакой является Райдер Кик (прыжок на большую высоту, а затем пинок ногой с кузнечичьими лапками), а у Кагэямы — Райдер Панч (прыжок и удар кулаком с кузнечичьими лапками).

### Камэн Райдер Тёмный Кабуто
Содзи Кусакабэ — злой двойник Тэндо, обитающий в параллельном мире. Он когда-то был человеком, но вследствие некоего эксперимента стал Червём. Он длительное время содержался в плену, но затем был Хиёри Кусакабэ, младшей сестрой Тэндо. Когда она к нему прикоснулась, он стал двойником Тэндо, после чего Тёмный Кабуто Зектер избрал его своим носителем. Не желая разлучаться с Хиёри, Содзи дважды выкрал её у Тэндо и отправлял в своё измерение. Но Тэндо в первый последовал за ним, а в другой сражался в своём мире и Содзи сражался с ним как Тёмный Кабуто, но в итоге Хиёри выбрала настоящего Тэндо. Обозлившийся Содзи попытался уничтожить мир, но в итоге в финале присоединился к Тэндо и погиб, искупив свою вину как злодея. Внешне в обеих формах Тёмный Кабуто полностью идентичен настоящему и отличается цветом стекла шлема и чёрными полосами на костюме. Райдер Кик тоже как у Кабуто, но отличается большей силой.

## Аллюзии
- В сериале было множество отсылок ко всему сериалу Kamen Rider. Упоминается, что Проект Наездника в Маске стартовал 3 апреля 1971 года. Вид Червей, который называется «Нэйтивами» также прибыл на Землю в том же году. В реальном мире это дата, когда был показан первый эпизод сериала Kamen Rider. Второй вид червей, у которых нет своего имени, прибыл на Землю на семь лет ранее показа шоу в 2006 году, предположительно в 1999 году, в реальной жизни это год, когда в первый раз показывали сериал Kamen Rider Kuuga.
- Сам главный герой во многом похож на Дзё Сигэру/Камэн Райдера Стронгера, поскольку также несколько индифферентен ко всем окружающим, бесконечно самоуверен и всегда и везде контролирует ситуацию. Костюм Стронгера также был основан на жуке-носороге, а все Райдеры из Кабуто меняли режимы костюмов с помощью электрических разрядов, которые были темами Стронгера.

## Список серий
1. Сильнейший человек (яп. 最強男 Сайкё: отоко)
2. Первое двухшаговое превращение (яп. 初２段変身 Хацу ни-дан хэнсин)
3. Правосудие — это я! (яп. 俺が正義！！ Орэ га сэйги!!)
4. Объяснить любовь! (яп. 愛を説く！！ Ай о току!!)
5. Приказ захватить!! (яп. 捕獲指令！！ Хокаку сирэй!!)
6. Мой цветок (яп. オレ様の花 Орэ-сама но хана)
7. Новое появление номера два (яп. ２号新登場 Ниго: син то:дзё:)
8. Злое тофу (яп. 怒れる豆腐 Икарэру то:фу)
9. Безумие пчелы! (яп. 蜂の乱心！！ Хати но рансин!!)
10. Мы не друзья (яп. 友じゃねぇ Томо дзя нээ)
11. Вечеринка горит (яп. 合コン燃ゆ Го:кон моэю)
12. Убийство тысячи загримированных людей (яп. 化粧千人斬 Кэсё: сэннингири)
13. Команда распущена (яп. チーム解散 Ти:му кайсан)
14. Изнанка изнанки изнанки (яп. 裏の裏の裏 Ура но ура но ура)
15. Чудовище увидело врача!? (яп. 怪人名医！？ Кайдзин мэйи!?) ??????
16. Невероятный ураган (яп. まさかの嵐 Масака но араси)
17. Восстановленная память!! (яп. 甦る記憶！！ Ёмигаэру киоку!!)
18. Прощай, Гон... (яп. さらばゴン・・・ Сараба Гон...)
19. Скорпион-миллионер (яп. さそり富豪 Сасори фуго:)
20. Эй, Дзия! (яп. ねぇじいや Нээ дзи:я)
21. Против жука-рогача (яп. ＶＳクワガタ Тай кувагата)
22. Рождение особой группы (яп. 誕生特別編 Тандзё: Токубэцухэн)
23. Загадка + Загадка = X (яп. 謎＋謎＝Ｘ Надзо тасу надзо ва эккусу)
24. Путь рамена (яп. ラーメン道 Ра:мэн до:)
25. Гордый свет (яп. 驕る捜査線 Огору со:сасэн) ???????
26. Люблю устраивать землетрясения (яп. 激震する愛 Гэкисин суру ай)
27. Я!? Убийца (яп. 俺！？殺人犯 Орэ!? Сацудзинхан)
28. Почему!? Смерть (яп. なぜ！？絶命 Надзэ!? Дзэцумэй)
29. Тёмная кухня (яп. 闇キッチン Ями киттин)
30. Вознесение супа мисо (яп. 味噌汁昇天 Мисосиру сё:тэн)
31. Шокирующий факт (яп. 衝撃の事実 Сё:гэки но дзидзицу)
32. Тайна разгадана!! (яп. 解ける謎！！ Токэру надзо!!)
33. Растущий адъютант (яп. 萌える副官 Моэру фукукан)
34. Прорывающийся супер рост (яп. 砕け超進化 Кудакэ тё:синка)
35. Адские братья (яп. 地獄の兄弟 Дзигоку но кё:дай)
36. Красные сапоги-скороходы (яп. 赤い靴暴走 Акай куцу бо:со:)
37. Школьная история про призраков (яп. 学校の怪談 Гакко: но кайдан)
38. Опасная младшая сестра (яп. あぶない妹 Абунай имо:то)
39. Сильный чёрный противник (яп. 強敵黒カブ Кё:тэки Куро Кабу) ?????
40. Грустнейшая битва (яп. 最大の哀戦 Сайдай но айсэн)
41. Сильнейший побеждён (яп. 敗れる最強 Ябурэру сайкё:)
42. Худший террор против худшего страха (яп. 最凶ｖｓ最恐 Сайкё: тай сайкё:)
43. Я, целящийся в себя (яп. 俺を狙う俺 Орэ о нэрау орэ)
44. Что такое жизнь (яп. 生きるとは Икиру то ва)
45. Рождественское землетрясение (яп. Ｘマス激震 Курисумасу гэкисин)
46. Прощай, Цуруги!! (яп. さらば剣！！ Сараба цуруги!!)
47. Рвение в последнюю главу (яп. 最終章突入 Сайсю:сё: тоцуню:)
48. Тэндо умирает!! (яп. 天道死す！！ Тэндо: сису!!)
49. Небесный путь (яп. 天の道 Тэн но мити)

## Влияние
Камэн Райдер Кабуто: Бог, скорость, любовь — кинофильм 2007 года, являющийся альтернативной версией 16-го сезона сериала «Наездник в маске Кабуто».